# Way Asahan
Way Asahan is een bestuurslaag in het regentschap Tanggamus van de provincie Lampung, Indonesië. Way Asahan telt 602 inwoners (volkstelling 2010).